# Nikolaus Friedreich
Nikolaus Friedreich (1. července 1825 Würzburg – 6. července 1882 Heidelberg) byl německý patolog a neurolog. Jeho otec Johann Baptist Friedreich (1796–1862) byl psychiatr a jeho dědeček Nicolaus Anton Friedreich (1761–1836) patolog, který je spojován především se svým popisem idiopatické obrny lícního nervu později známé jako Bellova obrna.

## Životopis
Ranou fázi své kariéry strávil na univerzitě ve Würzburgu, kde studoval a praktikoval medicínu pod vedením proslulého fyziologa Alberta von Köllikera a patologa Rudolfa Virchowa. Později se stal profesorem patologické anatomie ve Würzburgu a v roce 1858 byl jmenován profesorem patologie a terapie na Heidelberské univerzitě, kde setrval až do konce své kariéry. Mezi některé jeho známější studenty a asistenty patřili Adolf Kussmaul, Wilhelm Heinrich Erb a Friedrich Schultze.
Friedreich se účastnil zavedení patologických korelací, z nichž nejznámější jsou především výzkum svalové dystrofie, spinální ataxie a mozkových nádorů. V dnešní době je připomínán ve spojení s Friedreichovou ataxií, kterou identifikoval v roce 1863. Jedná se o degenerativní onemocnění, při kterém dochází ke skleróze míchy a následným poruchám řeči, rovnováhy a koordinace pohybů.

## Vybrané publikace
- Beiträge zur Lehre von den Geschwülsten innerhalb der Schädelhöhle. Habilitační práce, 1853.
- Ein neuer Podzim von Leukämie. Ve Virchowě Archiv für pathologische Anatomie und Physiologie und für klinische Medicin, Berlín, 1857, 12: 37-58. (První popis akutní leukémie).
- Die Krankheiten der Nase, des Kehlkopfes, der Trachea, der Schild - und Thymusdrüse. Ve Virchowě Handbuch der speciellen Pathologie und Therapie. 1858. (Choroby nosu, hrtanu, průdušnice, štítné žlázy a brzlíku).
- Ein Beitrag zur Pathologie der Trichinenkrankheit beim Menschen. Ve Virchowě Archiv für pathologische Anatomie und Physiologie und für klinische Medicin, Berlín, 1862, 25: 399-413. (Příspěvek k patologii trichinelózy u lidí).
- Die Krankheiten des Herzens. Ve Virchowě Handbuch der speciellen Pathologie und Therapie. Erlangen, 1854, 5, 1 Abt, 385-530. 2. vydání, Erlangen, F. Enke, 1867. (Onemocnění srdce).
- Ueber degenerative Atrophie der spinalen Hinterstränge Ve Virchowě Archiv für pathologische Anatomie und Physiologie und für klinische Medicin, Berlín, (A) 26: 391, 433; 1863. (O degenerativní atrofii zadních provazců míšních).
- Ueber Ataxie mit besonderer berücksichtigung der hereditären Formen. Ve Virchowě Archiv für pathologische Anatomie und Physiologie und für klinische Medicin, Berlín, 1863. (O ataxii se zvláštním zřetelem na dědičné formy).
- Die Heidelberger Baracken für Krigesepidemien während des Feldzuges 1870 und 1871, Heidelberg, 1871.
- Über progressive Muskelatrophie, über wahre und falsche Muskelatrophie, Berlín, 1873.
- Der acute Milztumor und seine Beziehungen zu den acuten Infektionskrankheiten. Ve Volkmannově Sammlung klinischer Vorträge, Lipsko, 1874.
- Paramyoklonus multiplex. Ve Virchowě Archiv für pathologische Anatomie und Physiologie und für klinische Medicin, Berlín, 1881, 86: 421-430. (První popis paramyoclonus multiplex - Friedreichovi nemoci).